# Aquabus

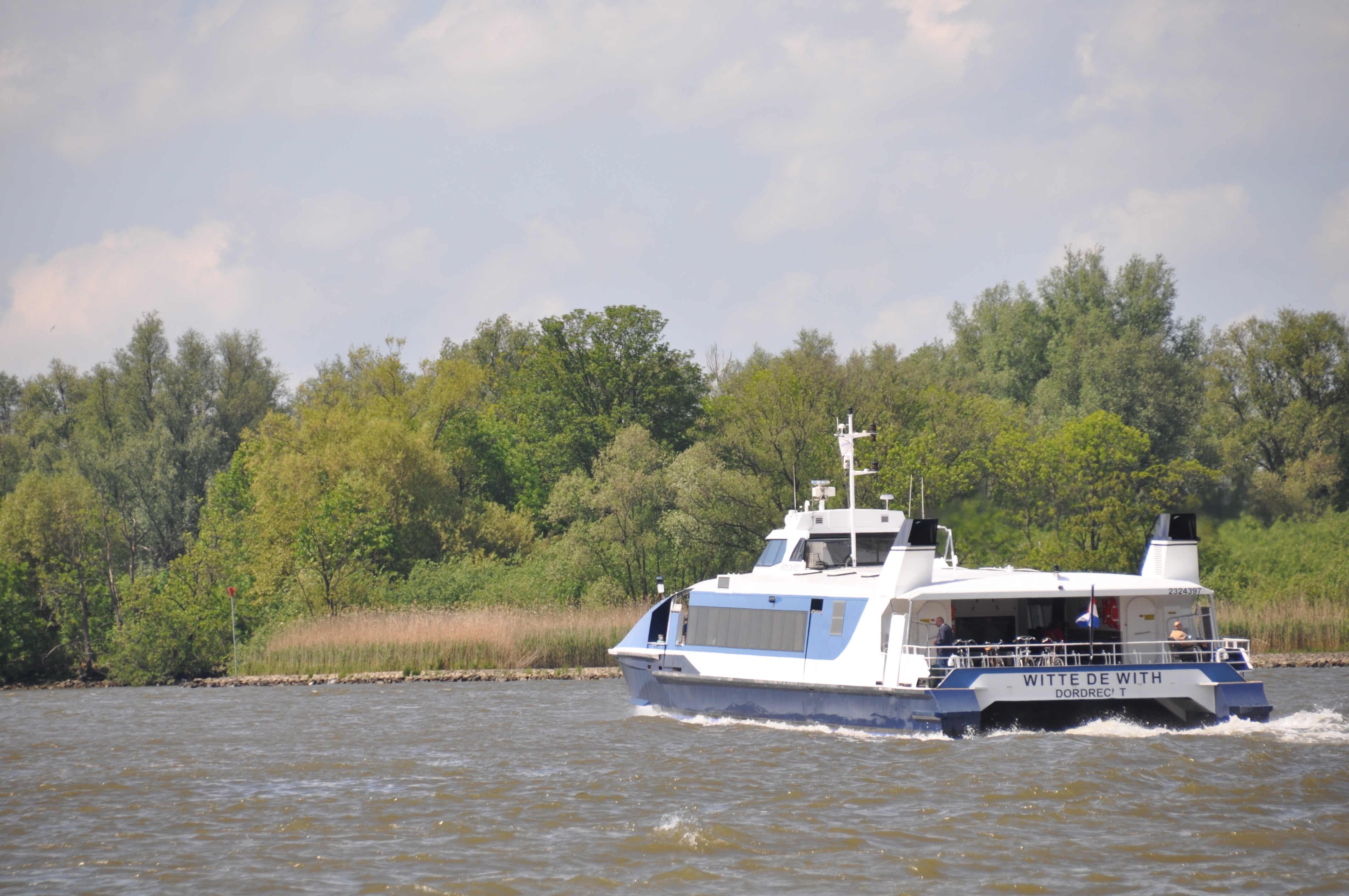
Waterbus van Aquabus

Aquabus is een Nederlandse vervoersmaatschappij, en is een samenwerkingsverband tussen Koninklijke Doeksen en Arriva. Het bedrijf is opgericht op 1 januari 2010 ten behoeve van de Waterbus-verbindingen tussen Dordrecht en de Drechtsteden onderling in de concessie Waterbus Rotterdam-Drechtsteden tot het jaar 2022.
Na de winst tijdens de aanbesteding van 2009 door Aquabus is het bedrijf Waterbus BV van Connexxion opgeheven. Met Aquabus keert Doeksen, die medeoprichter was van de Fast-Ferry, terug als exploitant in Dordrecht en Rotterdam na enkele jaren afwezigheid.

## Materiaal
Aquabus maakt gebruik van de oude waterbussen van Waterbus BV onder de naam Waterbus. In de loop van 2010 is men begonnen het materiaal te vervangen en/of te renoveren. Op 20 april 2010 werd de eerste gerenoveerde waterbus in gebruik genomen in de kleuren van Aquabus BV.. In 2012 is de Merwedam toegevoegd aan de vloot.
De concessie van Aquabus is op 31-12-2021 beëindigd en voortgezet door Blue Amigo, later opgevolgd door Aqualiner.